# هرشل ساپلای
هرشل ساپلای (انگلیسی: Herschel Supply Co.) شرکت کالای لوکس کانادایی است، که در سال ۲۰۰۹ تأسیس شد.